# Teroristický útok na Atatürkově letišti
Teroristický útok na Atatürkově letišti se uskutečnil ve večerních hodinách dne 28. června 2016 v tureckém Istanbulu. Během útoku, který provedlo několik sebevražedných atentátníků před odbavovací halou letiště, bylo 45 lidí zabito a téměř 239 zraněno. Provoz na Atatürkově letišti, které je nejrušnějším letištěm v Turecku, byl krátce po útocích přerušen.
K útoku došlo před vchodem do odbavovací haly letiště. Provedly ho tři osoby, které nejprve zahájily střelbu do cestujících na letišti a poté odpálily výbušný systém, který měly umístěny na těle. Těsně před výbuchem se je policejní složky pokoušely zastavit neúspěšně střelbou.

## Reakce
- Turecký prezident Recep Tayyip Erdoğan ve svém vystoupení nedlouho po útoku uvedl, že terorismus ukázal svoji temnou tvář.